# Goes (gmina)
Goes – gmina w Holandii, w prowincji Zelandia. Siedzibą gminy jest Goes. Według spisu ludności z roku 2016 gminę zamieszkuje 37 260 osób. Burmistrzem od 2024 roku jest Cees van den Bos. Przez gminę przebiegają autostrady A58 i A256. Na jej terenie mieści się stacja kolejowa Goes.

## Miejscowości
Na terenie gminy znajduje się 9 miejscowości, w tym 1 miasto (Goes), a także 11 przysiółków.
Przysiółki: Blauwewijk, De Groe, Goese Sas, Monnikendijk, Noordeinde, Planketent, Roodewijk, Sluis de Piet, Tervaten, Waanskinderen, Wissekerke